# Martell (Włochy)
Martell (wł. Martello) – miejscowość i gmina we Włoszech, w regionie Trydent-Górna Adyga, w prowincji Bolzano.
Liczba mieszkańców gminy w 2009 roku wynosiła 871 osób. Język niemiecki jest językiem ojczystym dla 99,3%, a włoski dla 0,7% mieszkańców (2001).
Jest znana jako jedyna włoska gmina bez włoskojęzycznych mieszkańców: 100% mieszkańców to osoby niemieckojęzyczne.